# Занкт-Міхелісдонн
Занкт-Міхелісдонн (нім. Sankt Michaelisdonn) — громада в Німеччині, розташована в землі Шлезвіг-Гольштейн. Входить до складу району Дітмаршен. Складова частина об'єднання громад Бург-Занкт-Міхелісдонн.
Площа — 23,06 км2. Населення становить 3459 ос. (станом на 31 грудня 2020).

## Галерея

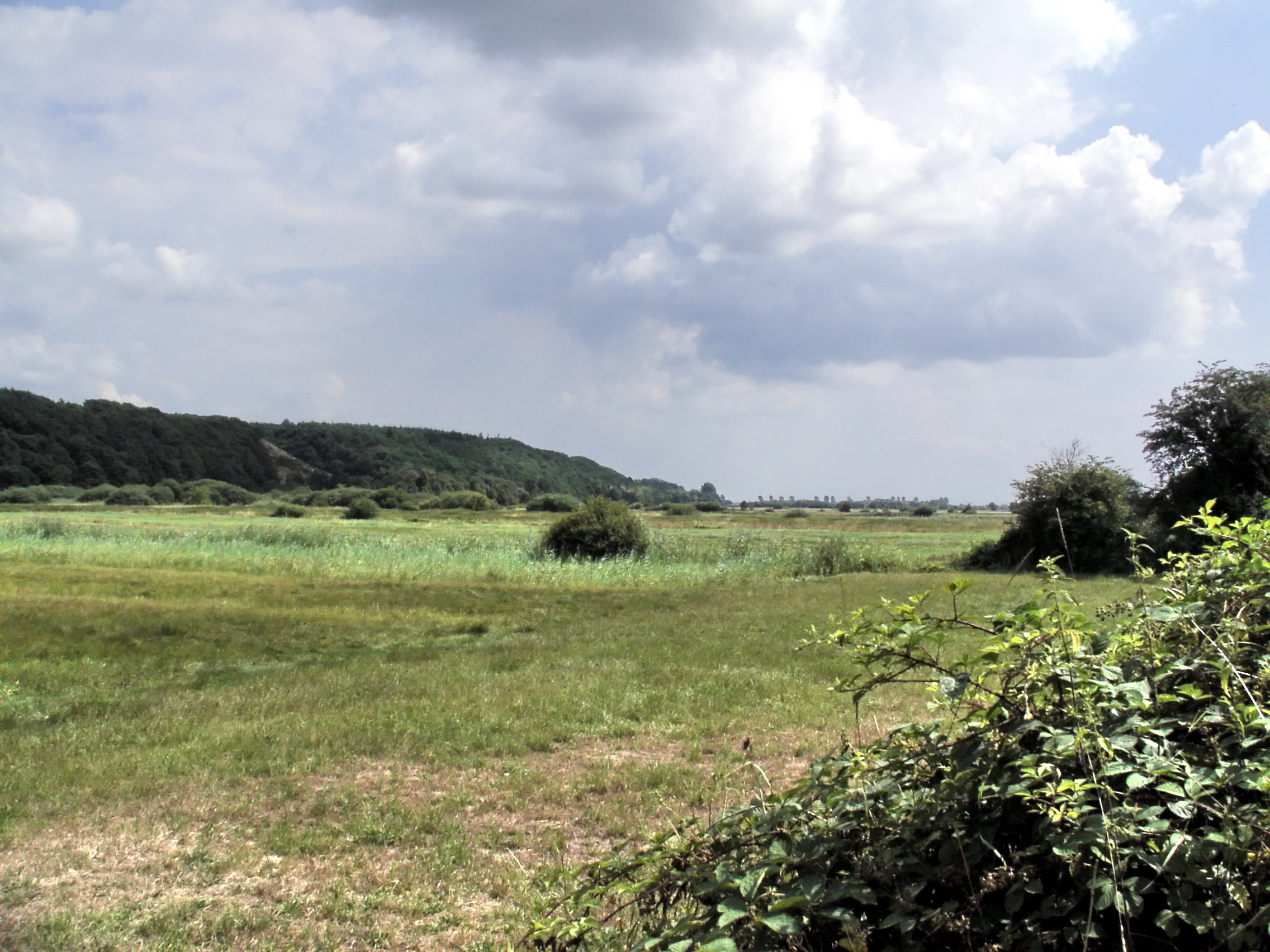
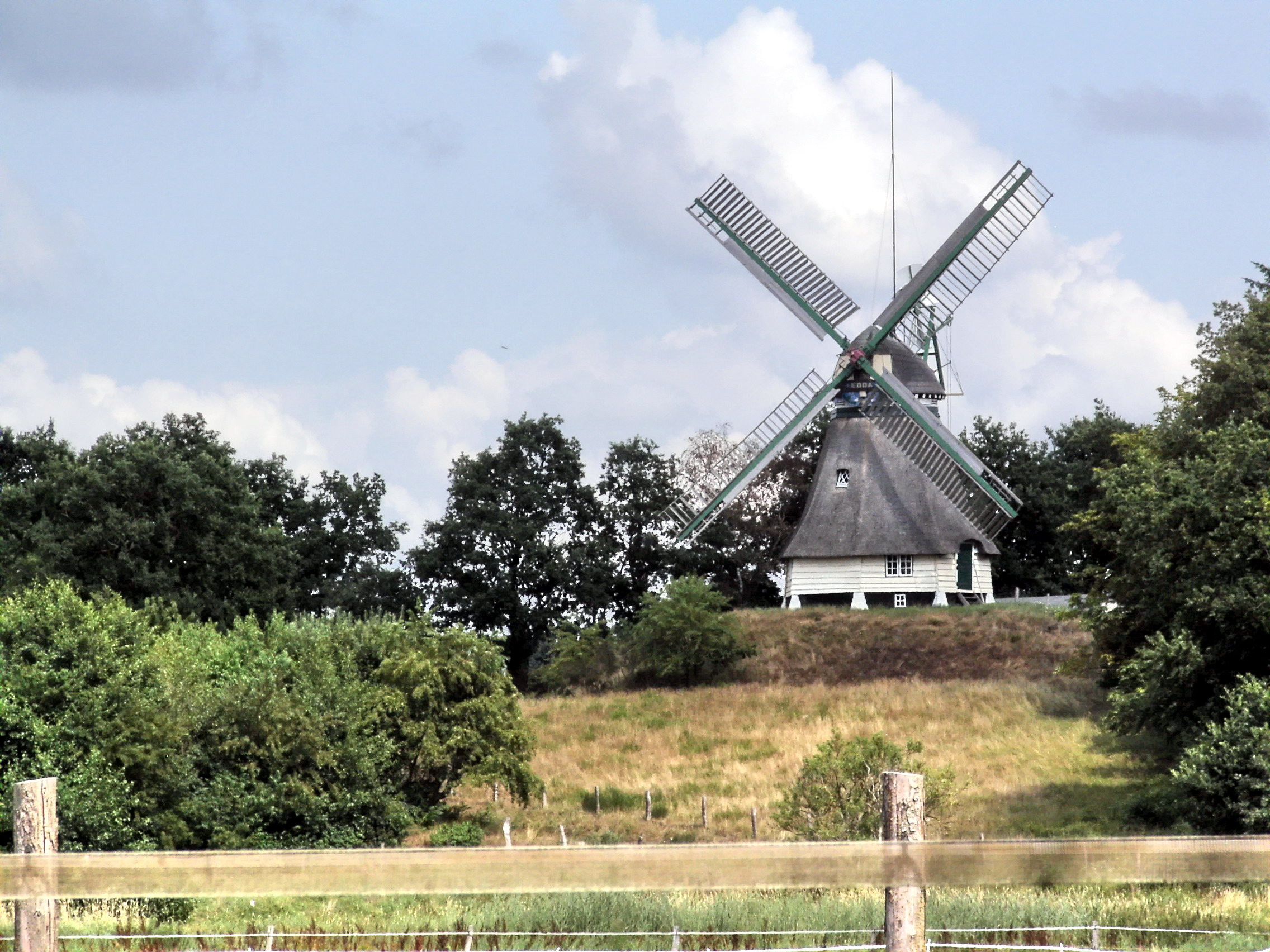
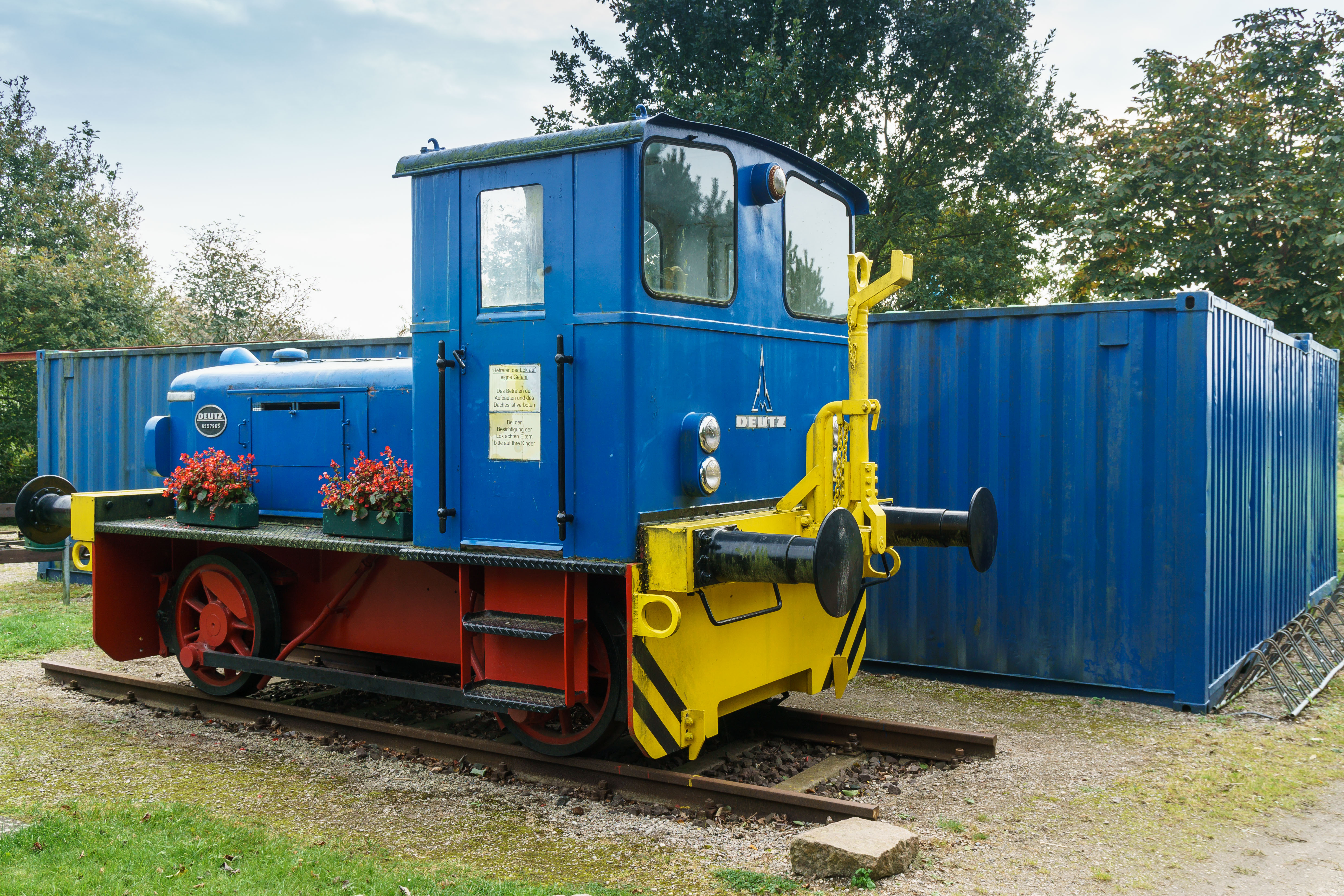